# A Marked Man
Pour plus de détails, voir Fiche technique et Distribution.
A Marked Man est un film muet américain de John Ford, sorti en 1917.

## Fiche technique
- Titre : A Marked Man
- Réalisation : John Ford
- Scénario : George Hively
- Photographie : John W. Brown
- Société de production : The Universal Film Manufacturing Company
- Société de distribution : The Universal Film Manufacturing Company
- Pays de production :  États-Unis
- Langue originale : anglais
- Format : noir et blanc — 35 mm — 1,37:1 — Muet
- Genre : Western
- Durée : 50 minutes (5 bobines)
- Dates de sortie :
  - États-Unis : 29 octobre 1917

## Distribution
- Harry Carey : Cheyenne Harry
- Molly Malone : Molly Young
- Harry Rattenbury : M. Young
- Vester Pegg : Kent
- Anna Townsend : la mère de Harry
- William Gettinger : le shérif
- Hoot Gibson
- Joe Harris

## Autour du film
Ce film fait partie de la série des "Cheyenne Harry".